# Beciu (okręg Teleorman)
Beciu – wieś w Rumunii, w okręgu Teleorman, w gminie Beciu. W 2011 roku liczyła 1031 mieszkańców.